# Clayton Beddoes
Clayton Beddoes (Bentley, 10 novembre 1970) è un allenatore di hockey su ghiaccio ed ex hockeista su ghiaccio canadese.

## Carriera

### Giocatore
Ha giocato in NHL con i Boston Bruins, collezionando 60 presenze, ma ha poi giocato perlopiù in Germania, dove nella Deutsche Eishockey Liga ha indossato le maglie di Berlin Capitals, Adler Mannheim e Düsseldorfer EG. Ha chiuso la sua carriera nel 2002 in Italia, coi Vipiteno Broncos.

### Allenatore
Dopo il ritiro ha cominciato una carriera di allenatore in Germania, dov'è stato assistente di Iserlohn Roosters, Kölner Haie e Frankfurt Lions, e primo allenatore degli stessi Kölner Haie in DEL e dei Löwen Frankfurt (squadra nata dopo lo scioglimento dei Lions) in terza serie.
Nel giugno del 2012 fu scelto come nuovo allenatore della Sportivi Ghiaccio Cortina. Al termine della stagione 2012-2013, conclusasi da parte del Cortina con la conquista delle semifinali, la dirigenza ampezzana confermò Beddoes anche per la stagione successiva, arrivando nuovamente in semifinale. Nell'estate del 2014 Beddoes lasciò Cortina per fare ritorno in patria e stare con la propria famiglia.
Nell'aprile del 2015 Beddoes fece ritorno in Italia approdando sulla panchina dei Vipiteno Broncos, club con il quale aveva concluso la sua carriera da giocatore. Visti i buoni risultati ottenuti, col quarto posto finale, Beddoes fu confermato anche per la stagione successiva, nella neonata Alps Hockey League.
Nel 2017 lasciò Vipiteno per approdare all'ERC Ingolstadt come assistente allenatore; pochi mesi più tardi, subentrò a Stefan Mair alla guida della nazionale italiana, di cui era già stato assistente allenatore nel biennio precedente. Nel suo primo impegno ufficiale con head coach azzurro, il campionato mondiale di hockey su ghiaccio - Prima Divisione 2018, ha guidato l'Italia alla promozione in Top Division.
Pur mantenendo la guida degli azzurri, nel marzo del 2019 è subentrato sulla panchina del Bolzano a Kai Suikkanen, esonerato alla vigilia dei play-off.
Venne confermato dal Bolzano anche per la stagione successiva, ma venne esonerato il 2 gennaio 2020 a causa dei risultati altalenanti della squadra, ma anche a seguito di valutazioni extra-sportive. Il suo posto fu preso da Greg Ireland
Due mesi più tardi, il 3 marzo, Beddoes si dimise anche dalla guida della nazionale azzurra.
Nel luglio del 2021 è stato nominato assistente allenatore di Ivano Zanatta, della squadra cinese dei Kunlun Red Star militante in Kontinental Hockey League, e nella nazionale cinese maschile che ha partecipato nella stagione 2021-2022 ai mondiali e ai giochi di Pechino 2022; ha inoltre guidato la nazionale femminile ai mondiali di prima divisione Gruppo B del 2022.